# Tūalātai County
Tūalātai County är ett county i Amerikanska Samoa (USA).   Det ligger i distriktet Västra distriktet, i den västra delen av landet, 14 km sydväst om huvudstaden Pago Pago.
Följande samhällen finns i Tūalātai County:
- Vailoatai